# كتابة أكاديمية

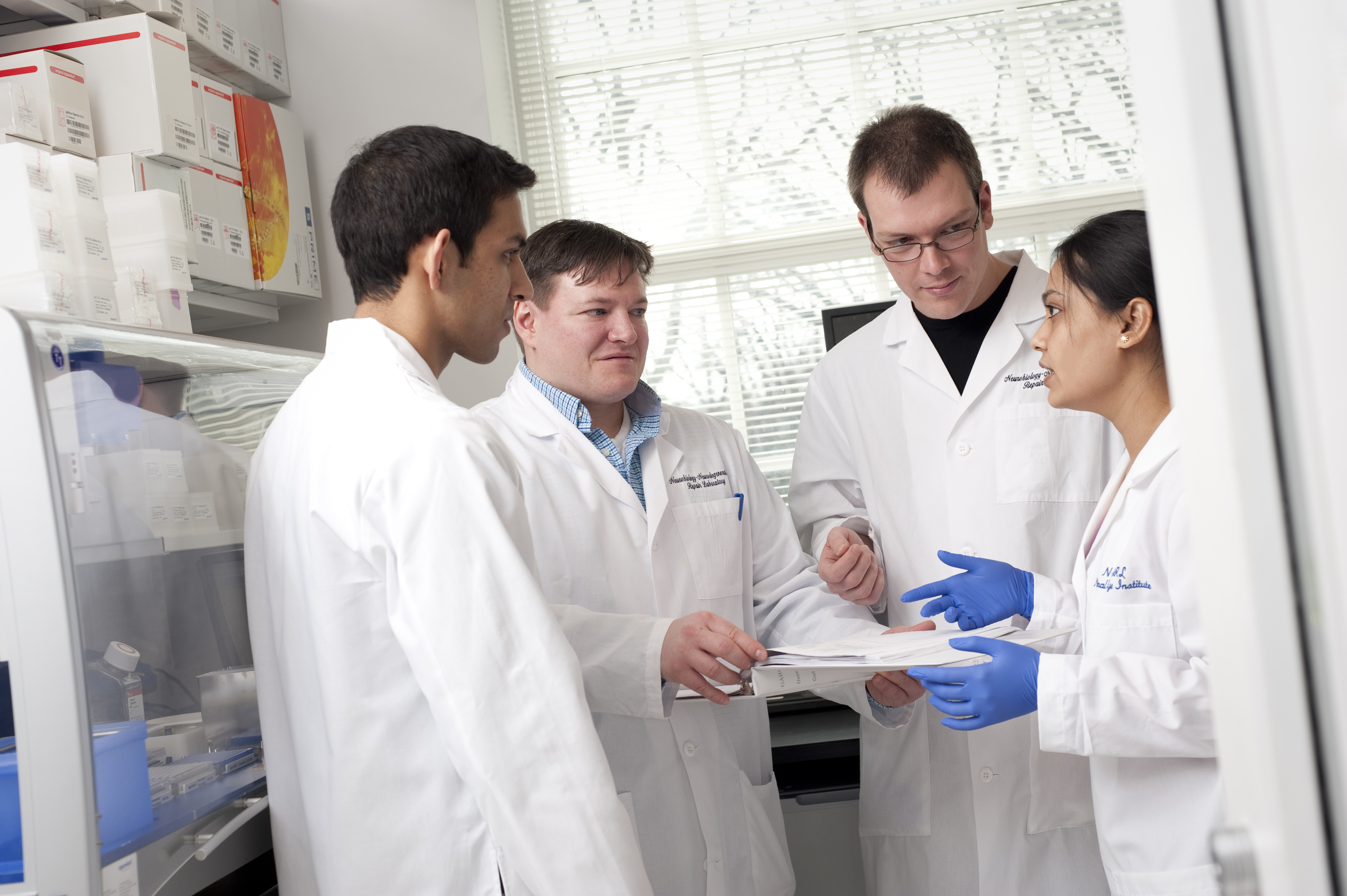

الكتابة الأكاديمية هي كتابة رسمية أي تبتعد عن تلقائية الأحاديث الاعتيادية وتتجنب التناقضات والمصطلحات غير الأكاديمة، وهي كتابة موضوعية أي كتابة غير شخصية لا تدخل المشاعر والمواقف الشخصية فيها وتركز على الأشياء والوقائع والأفكار، وتقنية أي تستخدم الألفاظ المرتبطة نوعيًا بالاختصاص المقصود.
تستخدم في المجالات الأكاديمية المختلفة كالكتابة والنشر، ولها عدة طرق وأشكال مختلفة. بشكل مختصر يمكن القول بأنها تلك الأساليب النقدية في الكتابة المستندة على العلم والمنطق.
الكتابة الأكاديمية في هذا السياق يجب أن تكون جدية؛ يستهدف بها جمهور (قراء) مطلع؛ تُصاغ على أساس تحري المعرفة؛ تطرح الأفكار والحجج وتحفز على النقاش (الجدل). على الرغم من أن الكتابة الأكاديمية في الغالب تنحصر في المجال الأكاديمي، إلا إن الكاتب قد يجد جمهور خارج هذا المجال.

## أنماط المستندات الأكاديمية

### الأشكال الحديثة
النصوص التعاونية باستعمال شبكة الإنترنت، والنصوص ذات الروابط التشعبية والتي تضم الوسائط

## الصيغة
عادة تتخذ النمط التقليدي (مقدمة، طريقة، نتائج، نقاش)